# Jasper Beardley
Jasper Beardley is een personage uit de animatieserie The Simpsons. Hij wordt ingesproken door Harry Shearer.
Jasper is een van de oudste inwoners van Springfield, en verblijft in het Springfield Retirement Castle samen met Abraham Simpson. Zijn bekendste kenmerk, en tevens de oorsprong van zijn naam, is zijn lange witte baard.

## Geschiedenis
Volgens "The Sweetest Apu" is Jasper een veteraan uit de Tweede Wereldoorlog. Jasper probeerde te voorkomen dat hij werd gerekruteerd door zich als vrouw te vermommen en in Springfield te blijven, waar hij bij het lokale vrouwelijke honkbalteam ging. Hij deed dit samen met Abraham Simpson. Aangezien Abraham het vaak over zijn leven in het leger heeft, kan aan worden genomen dat het plan van de twee heren niet werkte, en ze toch werden gerekruteerd.
Jasper probeerde zonder succes lid te worden van The Be Sharps (Homer's Barbershop kwartet) door "Theme From A Summer Place" te zingen.
Jasper is langzaam blind aan het worden. Deze kwaal werd ooit genezen door een laser afgevuurd door het beveiligingssysteem van een huis, maar hij werd vrijwel direct daarna weer blind. Hij accepteerde dit vrij snel. Ondanks zijn gezichtsproblemen is Jasper een erg lichte slaper, en heeft hij snelle reflexen. Zijn blindheid werd nogmaals bevestigd in de aflevering "The Itchy & Scratchy & Poochie Show", waarin hij Bart aanzag voor een meisje.
Jasper werd in zijn kunstbeen geschoten door Waylon Smithers in de nacht dat ook Mr. Burns werd neergeschoten (Who Shot Mr. Burns?). Hij beweert ook zijn baard te hebben "gebroken" bij een doodsrace met Abraham Simpson en een andere bejaarde. Toen hij dienstdeed als vervangend leraar voor de lagere school van Springfield, slaagde hij erin met zijn baard vast te komen zitten in een puntenslijper.
Jasper werd ooit in een vorm van "schijndoodheid" gebracht door een experiment waarbij hij werd ingevroren in een van de vriezers van de Kwik-E-Mart. Apu maakte hier volop gebruik van daar de bevroren Jasper veel kijkers trok. Jasper (of "Frostillicus," zoals Apu hem noemde) werd per ongeluk ontdooid, net toen Apu er over nadacht om hem te verkopen.
Homer Simpson · Marge Simpson · Bart Simpson · Lisa Simpson · Maggie Simpson · Abraham Simpson · Patty en Selma Bouvier · Jacqueline Bouvier · Mona Simpson · Santa's Little Helper · Snowball II · Familie Bouvier
Jasper Beardley · Comic Book Guy · Eddie en Lou · Maude Flanders · Ned Flanders · Professor Frink · Barney Gumble · Julius Hibbert · Lionel Hutz · Eerwaarde Lovejoy · Kapitein Horatio McCallister · Hans Moleman · Bleeding Gums Murphy · Apu Nahasapeemapetilon · Mayor Joe Quimby · Dr. Nick Riviera · Agnes Skinner · Cletus Spuckler · Squeaky Voiced Teen · Disco Stu · Moe Szyslak · Kirk Van Houten · Luann Van Houten · Chief Clancy Wiggum
Gary Chalmers · Rod en Todd Flanders · Jimbo Jones · Kearney · Edna Krabappel · Otto Mann · Nelson Muntz · Martin Prince · Seymour Skinner · Milhouse Van Houten · Ralph Wiggum · Groundskeeper Willie · andere studenten
Montgomery Burns · Carl Carlson · Lenny Leonard · Waylon Smithers
Itchy en Scratchy · Kent Brockman · Krusty de Clown · Troy McClure · Rainier Wolfcastle · Radioactive Man
Snake · Kang & Kodos · Sideshow Bob · Fat Tony
Treehouse of Horror
Bart vs. the World · Bart Simpson's Escape from Camp Deadly · The Simpsons Arcadespel · Bart vs. the Space Mutants · Bart's House of Weirdness ·Bart vs. The Juggernauts · Krusty's Fun House · Bartman Meets Radioactive Man · Bart's Nightmare · The Itchy and Scratchy Game · Virtual Bart · Bart and the Beanstalk · Itchy & Scratchy in Miniature Golf Madness · Cartoon Studio · Virtual Springfield · Night of the Living Treehouse of Horror · Bowling · Wrestling · Road Rage · Skateboarding · Hit & Run · The Simpsons Game · The Simpsons: Tapped Out
The Simpsons · The Simpsons Pinball Party
Strips: Simpsons Comics · Bart Simpson serie · Itchy & Scratchy Comics · Bart Simpson's Treehouse of Horror · Futurama/Simpsons Infinitely Secret Crossover Crisis
Tijdschrift: Simpsons Illustrated
Boeken: Bart Simpson's Guide to Life · Family Album · Library of Wisdom · Complete Guides · Planet Simpson · The Simpsons and Philosophy
Actiefiguurtjes: World of Springfield
The Simpsons Movie
Bankgrap ·
Canyonero · 
D'oh! · 
Duff Beer · 
Schoolbordgrap · 